# Iohann Altman
Iohann Altman (în rusă Иоганн Альтман; n. 1 mai 1900, Orhei, gubernia Basarabia, Imperiul Rus – d. 26 februarie 1955, Moscova, RSFS Rusă, URSS) a fost un evreu basarabean, redactor și critic sovietic de literatură și teatru. A fost redactor executiv al ziarului Советское искусство („Arta sovietică”, 1936-1938) și primul redactor executiv al revistei Театр („Teatru”, 1937-1941).

## Biografie
S-a născut în orașul Orhei din același ținut, gubernia Basarabia, Imperiul Rus. Din 1918 până în 1922 a slujit în Armata Roșie. A devenit membru al Partidului Comunist în 1920. În 1926 a absolvit Universitatea de Stat din Moscova, iar în 1932, departamentul literar al Institutului Profesorilor Roșii. A fost redactorul ziarului de partid Рабочая газета („Ziarul muncitoresc”).
Din 1933, s-a ocupat cu recenzarea lucrărilor teatrale din Moscova și a publicat o serie de lucrări despre opera dramaturgilor clasici și sovietici și formarea vieții teatrale în republicile sovietice (Armenia, Georgia, Azerbaidjan). Printre monografiile sale s-au numărat: Новая драма и проблема классики („Noua dramă și problema clasicilor”, 1935), О задачах театральной критики („Despre sarcinile criticii de teatru”, 1935), Драматические принципы Аристотеля („Principiile dramatice ale lui Aristotel”, 1936), Теория драмы Лессинга („Teoria dramaturgiei lui Lessing”, 1936), Лессинг и драма („Lessing și Drama”, 1939), Проблемы советской драматургии эпохи Великой Отечественной войны („Problemele Dramei sovietice în timpul marelui război patriotic”, 1946), monografie despre actorul georgian Akaki Horava (1947) și alte lucrări. A fost editorul edițiilor Библиотеки мировой драматургии („Bibliotecii dramaturgiei mondiale”, 1936). A fost membru al comitetului de redacție al revistei Книга и пролетарская революция („Cartea și Revoluția proletară”, 1936).
La 30 aprilie 1937, a fost numit primul redactor executiv al revistei „Teatru” (post pe care la deținut până în 1941), și în același timp a editat ziarul „Arta sovietică” (1936-1938). A fost membru al Comisiei pentru dramă, teatru și cinema din cadrul prezidiului Uniunii scriitorilor din URSS (1936). În timpul celui de-Al Doilea Război Mondial, a fost redactorul ziarului militar Уничтожим врага („Să distrugem dușmanul”).
A fost șef al cabinetului Societății sovietice de Teatru (1946). În anii 1947-1948, a fost director artistic adjunct pentru repertoriul Teatrului evreiesc din Moscova.
În 1949, în timpul unei campanii împotriva cosmopolitismului, a fost acuzat de activități antipatriotice, legături cu „conspirații sioniști”, „naționalism burghez dublu” și „nepotism” și a fost expulzat din partid.
La 9 septembrie 1950, a fost exclus din Uniunea Scriitorilor Sovietici. La 5 martie 1953, a fost arestat pentru „activitatea subversivă în domeniul artei teatrale”. A fost eliberat la 29 mai 1953..
A murit pe 26 februarie 1955 de boli de inimă. A fost înmormântat la Moscova în cimitirul Donskoi. În 1957, a fost publicat un volum postum al articolelor sale literare.

## Distincții
- Ordinul Steaua Roșie (1943)
- Ordinul Războiului Patriotic (1945), gradul 2
- medaliile „Pentru apărarea Moscovei” și „Pentru victoria asupra Germaniei în Marele Război Patriotic din 1941-1945”